# Znanstveno-učilišni kampus Borongaj
Znanstveno-učilišni kampus Borongaj je sveučilišni kampus Sveučilišta u Zagrebu na Borongaju, površine 92,8 ha, u kojemu se nalaze prostori Edukacijsko-rehabilitacijskog fakulteta, Fakulteta prometnih znanosti i Fakulteta hrvatskih studija.
Kampus je stvoren obnovom devet bivših vojnih objekta od srpnja do listopada 2007., kada je 15. listopada započela i nastava za studente triju fakulteta.